# MIBA (雑誌)
MIBA (ミバ) はドイツの鉄道模型雑誌である。

## 概要
1948年に創刊した月刊の鉄道模型雑誌である。ドイツ語で書かれている。MIBAは、Miniaturbahnen (ミニアチュール・バーネン) を略したもので、「小型鉄道」を意味する。年に4回特別版 (MIBA-Spezial) が発行される。ニュルンベルクトイメッセの新作が特集記事で紹介される。日本では「ミバ」と呼称される事が多い。

## 歴史
1948年、ヴェルナー･ヴァルター･ヴァインステッター (Werner Walter Weinstötter 1914.4.4 - 2000.12.20) によってMIBA出版社 (MIBA-Verlag ) が設立された。同年の夏にハインツ･ビンゲル (Heinz Bingel) とヨアヒム･クラインネヒト (Joachim Kleinknecht ) によって最初のMiniaturbahnen が出版された。当初はA5判で、発行部数は7000部、値段は1,50ドイツマルクであった。
ヴェルナーは1949年に発行の権利をニュルンベルクのフラウエンヴェルト (Frauenwelt ) に譲渡した。ヴェルナーは1983年まで出版を勤めた。1996年、ミバ出版社は西ドイツ新聞社 (WAZ) のグループに入った。
ミバ出版社とヘルマン・メルケル出版社(Hermann-Merker-Verlages 、アイゼンバーン・ジャーナル (Eisenbahn-Journal ) の版元) の合併により2001年、鉄道出版グループ (Verlagsgruppe Bahn ) ができた。

## 内容
鉄道模型雑誌であるが、実物の鉄道に関する記事やニュースなども掲載されている。対象はドイツを中心としたヨーロッパ全般の鉄道模型であるが、メルクリン製品が紹介されることが多い。車両工作の記事は少なめで、新製品紹介とデジタルコマンドコントロールに関する記事やレイアウト製作記事が多い。
掲載される模型のスケールはHOが主だが、他スケール製品も掲載されている。